# Sztywny kurs walutowy
Sztywny kurs walutowy (ang. fixed exchange rate lub pegged exchange rate) – powiązanie kursu waluty jednego kraju z walutą innego lub z koszykiem walut. Sztywny kurs walutowy ustalany jest przez rządy państw lub banki centralne i niezmienny w dłuższych okresach.
Określa tzw. dopuszczalny korytarz wahań waluty wokół kursu centralnego (parytetu). Jeżeli nadwyżka podaży lub popytu na daną walutę powoduje większe od dopuszczalnego odchylenia kursu walutowego od parytetu, to bank centralny interweniuje, a jeżeli brak jest do tego środków, to bank centralny ogłasza dewaluację waluty własnej. Analogicznie, w przypadku nadmiernej aprecjacji, bank centralny może decydować się na rewaluację kursu centralnego.
Kurs sztywny był wprowadzony w Polsce 1 stycznia 1990. Tego dnia nastąpiło wprowadzenie tzw. wewnętrznej wymienialności złotego (obowiązującej jedynie w przypadku transakcji rachunku obrotów bieżących) przy ustalonym sztywnym kursie wynoszącym 9500 PLZ (0,95 PLN) za 1 USD. Eksporterzy byli także zobligowani do odsprzedaży walut obcych uzyskanych z transakcji międzynarodowych w NBP.
Następnie od 17 maja 1990 zmieniono system kursu sztywnego na powiązanie złotego w stosunku do koszyka pięciu walut, składającego się z dolara amerykańskiego (udział 45%), marki niemieckiej (35%), funta szterlinga (10%), franka francuskiego (5%) oraz franka szwajcarskiego (5%). Trwało to do 14 października 1991. W tym dniu wprowadzono w miejsce sztywnego kursu walutowego systemu dewaluacji kroczącej (crawling peg) o ustalonej miesięcznej stopie dewaluacji wynoszącej 1,8%.